# 広明 (大理)
広明（こうめい）は、中国の大理国の段素英の時代に使用された元号。
986年 - 988年。
広明の後の年号は史書によって異同がある。『南詔野史』では、素英が雍熙2年に即位し、翌年に広明に改元。以後の改元は明応、明聖、明統、明治だったとしている。
『雲南志略』では、広明からは明応、明聖、明治、明統となっている。
『滇載記』では、素英の改元は5回あり、広明、明応、明聖、明徳、明治、明統としている。

## 西暦との対照表
| 広明 | 元年  | 2年   | 3年   |
| 西暦 | 986年 | 987年 | 988年 |
| 干支 | 丙戌  | 丁亥  | 戊子  |